# ريزا سيكو صافي
ريزا سيكو صافي (بالإنجليزية: Reza Sixo Safai)‏ هو مخرج وممثل أمريكي، ولد في 1972 في إيران.

## أعمال

### أفلام
- (2011) ظرف[2]
- (2014) فتاة تذهب للمنزل وحيدة في الليل[3]

## وصلات خارجية
- ريزا سيكو صافي على موقع IMDb (الإنجليزية)
- ريزا سيكو صافي على موقع قاعدة بيانات الأفلام العربية
- ريزا سيكو صافي على موقع ألو سيني (الفرنسية)
- ريزا سيكو صافي على موقع أول موفي (الإنجليزية)
- ريزا سيكو صافي على موقع قاعدة بيانات الأفلام السويدية (السويدية)
- ريزا سيكو صافي على موقع قاعدة بيانات الفيلم (الإنجليزية)
- ريزا سيكو صافي على موقع كينوبويسك (الروسية)